# Hiperośmiościan
Hiperośmiościan (określany także jako ortopleks, wielościan krzyżowy; ang. cross-polytope, orthoplex, hyperoctahedron lub cocube) – foremny wypukły wielotop, który istnieje w przestrzeni o dowolnej liczbie wymiarów, a współrzędne jego wszystkich wierzchołków są permutacjami (±1, 0, 0, …, 0). Hiperośmiościan jest otoczką wypukłą swoich wierzchołków. Jego ścianami są sympleksy z wymiaru o jeden niższego, a linkami wierzchołków są hiperośmiościany z też o jeden niższego wymiaru.

## Przykłady
W jednym wymiarze hiperośmiościan to po prostu odcinek {\displaystyle \langle -1,+1\rangle .} W przestrzeni dwuwymiarowej jest to kwadrat o wierzchołkach {(±1, 0), (0, ±1)}, a w trzech wymiarach jest to ośmiościan (o wierzchołkach {(±1, 0, 0), (0, ±1, 0), (0, 0, ±1)}) – jeden z pięciu wypukłych wielościanów foremnych. W wyższych wymiarach hiperośmiościan jest uogólnieniem tej konstrukcji, na przykład w przestrzeni czterowymiarowej jest to 16-komórka.
| A 2-dimensional cross-polytope | A 3-dimensional cross-polytope | A 4-dimensional cross-polytope |
| 2 wymiary kwadrat              | 3 wymiary ośmiościan           | 4 wymiary 16-komórka           |

## Symbol Schläfliego
Hiperośmiościanom przypisany jest Symbol Schläfliego postaci {3,3,...3,3,4}. Liczba trójek w zapisie jest o 2 mniejsza od liczby wymiarów hiperośmiościanu, czyli np. kwadrat ma symbol {4}, ośmiościan {3,4}, a 16-komórka {3,3,4}.